# بوب ويلوبي
بوب ويلوبي (بالإنجليزية: Bob Willoughby)‏ هو مصور أمريكي، ولد في 30 يونيو 1927 في لوس أنجلوس في الولايات المتحدة، وتوفي في 18 ديسمبر 2009 بسبب سرطان.

## وصلات خارجية
- بوب ويلوبي على موقع IMDb (الإنجليزية)
- بوب ويلوبي على موقع ميوزك برينز (الإنجليزية)
- بوب ويلوبي على موقع ديسكوغز (الإنجليزية)
- بوب ويلوبي على موقع قاعدة بيانات الفيلم (الإنجليزية)